# Carretera Monumental
La Carretera Monumental es una vía expresa de 6 carriles, con 3 en cada senda. Conecta el Malecón con la Habana del Este, en Cuba.

## Características
Dispone de seis carriles, con paseos de 3 metros, y un separador central. La velocidad máxima en la mayoría de tramos es de 70 km/h.

## Construcción
Durante la década de los 50 del siglo XX las poblaciones al este de la Ciudad de La Habana estuvieron incomunicadas con el resto. No existía una vía adecuada para pasar cerca de ahí. Recién se construía la Vía Blanca, que comunicaba las Playas del Este y el polo turístico de Varadero con Matanzas, Guanabacoa, Regla, 10 de Octubre, Marianao y San Miguel del Padrón. Una de las primeras ideas para construir una vía era que cruzara la Bahía. Se hicieron dos propuestas: un puente y un túnel. Para el puente era un problema, debido a que si ocurría un huracán lo primero que se llevaría sería el puente. Luego, un túnel, en cambio, sería una mejor opción, a 12 metros por debajo del nivel del mar, lo que permitiría que cualquier barco cruzara el canal de entrada. Desde 1954, se comenzó a construir esta vía, que pasaba por Casablanca, el reparto Camilo Cienfuegos, la Villa Panamericana, Cojímar y Berroa.

## Tramos
| CARRETERA MONUMENTAL  | CARRETERA MONUMENTAL | CARRETERA MONUMENTAL | CARRETERA MONUMENTAL |
| --------------------- | -------------------- | -------------------- | -------------------- |
| Salida                | km                   | Provincia            | Notas                |
| Habana - Túnel        | 0.0                  | Habana               |                      |
| Habana - Naval        | 2.5                  | Habana               |                      |
| Habana - Panamericana | 4.5                  | Habana               |                      |
| Habana - Cojímar      | 7.0                  | Habana               |                      |
| Habana - Berroa       | 7.5                  | Habana               | un solo carril       |

Esta carretera dispone de 7 1/2 km bordeando todo el este de La Habana, donde forma parte del Circuito Norte desde el túnel hasta la intersección con Vía Blanca, en Berroa.
También tiene otros tramos, como parte de Calle 100, que surge en el Primer Anillo de La Habana.
| CALLE 100 (CARRETERA MONUMENTAL)                                   | CALLE 100 (CARRETERA MONUMENTAL) | CALLE 100 (CARRETERA MONUMENTAL) | CALLE 100 (CARRETERA MONUMENTAL) |
| ------------------------------------------------------------------ | -------------------------------- | -------------------------------- | -------------------------------- |
| Salida                                                             | km                               | Provincia                        | Notas                            |
| Habana - Isótopos                                                  | 10.5                             | Habana                           | un solo carril                   |
| Habana - Autopista (hacia la Autopista Nacional)                   | 12.0                             | Habana                           | un solo carril                   |
| Habana - Nestlé                                                    | 23.5                             | Habana                           | un solo carril                   |
| Habana - Melena (hacia la Autopista La Habana Melena del Sur)      | 25.4                             | Habana                           | un solo carril                   |
| Habana - Calabazar                                                 | 26.7                             | Habana                           | Ruta del Primer Anillo           |
| Habana - Boyeros                                                   | 28.2                             | Habana                           |                                  |
| Habana - Pinar del Río (hacia la Autopista Habana - Pinar del Río) | 30.5                             | Habana                           |                                  |
| Habana - Avenida 51 (hacia la Novia del Mediodía)                  | 44.5                             | Habana                           |                                  |

- Datos: Q121438721